# Wietnam Południowy na Letnich Igrzyskach Olimpijskich 1964
Wietnam Południowy na Letnich Igrzyskach Olimpijskich 1964 nie zdobył żadnego medalu.

## Skład kadry

### Judo
Mężczyźni
- Nguyễn Văn Bình - waga lekka - 19. miejsce
- Thái Thúc Thuần - waga średnia - 17. miejsce
- Lê Bả Thành - waga średnia - 17. miejsce

### Kolarstwo
Mężczyźni
- Phạm Văn Sau - wyścig indywidualny ze startu wspólnego - 76. miejsce
- Trần Văn Nên - wyścig indywidualny ze startu wspólnego - 90. miejsce
- Nguyễn Văn Khoi - wyścig indywidualny ze startu wspólnego - nie ukończył
- Nguyễn Văn Ngan - wyścig indywidualny ze startu wspólnego - nie ukończył
- Huỳnh Anh, Trần Văn Nên, Nguyễn Văn Khoi, Nguyễn Văn Ngan - wyścig drużynowy 100 km - 31. miejsce
- Nguyễn Văn Châu - sprint - odpadł w drugiej rundzie
- Trần Văn Nên

Wyścig na czas 1000 metrów - 25. miejsce
Wyścig indywidualny na dochodzenie - odpadł w eliminacjach

### Lekkoatletyka
Mężczyźni
- Hồ Thành Chinh - 100 metrów - odpadł w eliminacjach
- Nguyễn Văn Lý

5000 metrów - odpadł w eliminacjach
Maraton - nie ukończył

### Pływanie
Mężczyźni
- Phan Hữu Dõng - 100 metrów st. dowolnym - odpadł w eliminacjach
- Nguyễn Ðình Lê - 100 metrów st. dowolnym - odpadł w eliminacjach
- Huỳnh Văn Hải - 200 metrów st. klasycznym - odpadł w eliminacjach

### Szermierka
Mężczyźni
- Trần Văn Xuân - szpada - odpadł w eliminacjach
- Nguyễn Thế Lộc - szabla - odpadł w eliminacjach
- Trần Văn Xuân - szabla - odpadł w eliminacjach